# Wojciech Ciężkowski
Wojciech Ciężkowski (ur. 15 maja 1952 w Lądku-Zdroju) – polski hydrogeolog, specjalizujący się w hydrogeochemii, hydrogeologii, wodach mineralnych oraz zagrożeniach środowiska wodnego; nauczyciel akademicki związany z Politechniką Wrocławską.

## Życiorys
Urodził się w 1952 r. w Lądku‑Zdroju jako syn geologa Mariana Ciężkowskiego. Po ukończeniu kolejno szkoły podstawowej i średniej oraz pomyślnie zdanym egzaminie maturalnym, podjął studia na ówczesnym Wydziale Górniczym Politechniki Wrocławskiej, które ukończył w 1974 roku. Następnie kontynuował dalsze kształcenie w ramach studiów doktoranckich na swojej macierzystej uczelni, zostając jej pracownikiem naukowo-dydaktycznym. Stopień naukowy doktora otrzymał w 1978 roku, a w 1990 roku habilitował się na podstawie rozprawy nt. Studium hydrogeochemii wód leczniczych Sudetów polskich. W 1995 roku został profesorem nadzwyczajnym. W 2009 roku prezydent Polski Lech Kaczyński nadał mu tytuł profesora nauk technicznych.
Poza działalnością naukowo-dydaktyczną pełnił wiele ważnych funkcji organizacyjnych na wrocławskiej politechnice. W 1990 roku został kierownikiem Zakładu Geologii w Instytucie Geotechniki i Hydrotechniki, a w 1998 roku Zakładu Geologii i Wód Mineralnych w Instytucie Górnictwa. W latach 2005–2008 był członkiem Senatu Politechniki Wrocławskiej, a w kadencji 2008-2012 pełnił funkcję prodziekana ds. nauki i rozwoju kadry naukowej na Wydziale Geoinżynierii, Górnictwa i Geologii. W 2012 roku wybrano go na stanowisko dziekana tego wydziału.
Poza uczelnią jest członkiem wielu gremiów m.in.: Komitetu Górnictwa PAN, Komisji Hydrogeologii Komitetu Nauk Geologicznych PAN, Komisji Nauk Górniczych oraz Komisji Nauk o Ziemi Oddziału PAN we Wrocławiu, Komisji Dokumentacji Hydrogeologicznych oraz Głównej Geologicznej Komisji Egzaminacyjnej przy Ministrze Środowiska, Rady Naukowej Parku Narodowego Gór Stołowych, Wojewódzkiej Komisji ds. Ocen Oddziaływania na Środowisko, Komisji ds. Zagrożeń Wodnych Wyższego Urzędu Górniczego. Ponadto jest wieloletnim członkiem i przewodniczącym Rady Naukowo-Społecznej Śnieżnickiego Parku Krajobrazowego oraz Naukowego Komitetu Opiekuńczego (obecnie Zespołu Opiniodawczo-Doradczego Dyrektora Regionalnej Dyrekcji Ochrony Środowiska we Wrocławiu) Jaskini Niedźwiedziej w Kletnie. Należy do wielu krajowych i międzynarodowych towarzystw i organizacji, m.in.: International Association of Hydrogeologists, Polskiego Towarzystwa Geologicznego, Polskiego Towarzystwa Balneologii i Medycyny Fizykalnej, Stowarzyszenia Inżynierów i Techników Górnictwa, Polskiego Klubu Ekologicznego.

## Dorobek naukowy i odznaczenia
Wojciech Ciężkowski tworzy naukową szkołę górnictwa wód leczniczych. Głównym kierunkiem jego zainteresowań jest poszukiwanie, eksploatacja i ochrona wód leczniczych Polski, z wykorzystaniem najnowocześniejszych metod badań wód podziemnych, w tym metod znacznikowych ochroną środowiska w zakresie przyrody nieożywionej. Ostatnimi czasy podjął prace w Arktyce. Znaczące wyniki badań uzyskał dzięki współpracy z ośrodkami naukowymi w kraju i za granicą, w tym m.in. z Międzynarodową Agencją Energii Atomowej w Wiedniu. Jest autorem i współautorem ponad 250 prac naukowych, z czego 143 opublikowano (w tym dziewięć książek, sześć pod jego redakcją naukową).

## Odznaczenia
Za swoje zasługi na polu nauki został nagrodzony licznymi odznaczeniami i wyróżnieniami, do których należą: Złota Odznaka „Zasłużony dla polskich uzdrowisk”, Złota Odznaka Politechniki Wrocławskiej, odznaka honorowa „Zasłużony dla Górnictwa RP”, Złoty Krzyż Zasługi, Medal Komisji Edukacji Narodowej, Złoty Medal za Długoletnią Służbę, odznaka honorowa „Za Zasługi dla Ochrony Środowiska i Gospodarki Wodnej”".